# Башкирский научно-исследовательский центр по пчеловодству и апитерапии
Башкирский научно-исследовательский центр (БНИЦ) по пчеловодству и апитерапии — ведущее научно-производственное государственное учреждение Республики Башкортостан в области, которой славится республика — пчеловодстве (см. Пчеловодство в Башкортостане), а также в апитерапии.
Находится по адресу: г. Уфа, ул. Менделеева, 217А.
Насчитывается 80 сотрудников (2023), возглавляет Центр директор Байтуллин Ревнер Рафитович; прежний генеральный директор-основатель А. М. Ишемгулов — инициатор его создания в 1998 году.
Здесь разработано и выпускается более 200 видов лечебно-профилактических, пищевых продуктов и косметических средств с использованием продукции пчеловодства, многие из которых награждены дипломами и медалями международных и российских выставок, имеют свидетельства экологически безопасной продукции.
Центр является некоммерческой организацией и отнесен к государственной собственности Башкортостана. В 2017 году ГБУ «БНИЦ по пчеловодству и апитерапии» в качестве ассоциированного члена принят в состав Международной федерации пчеловодческих ассоциаций Апимондии.
Структура.
В составе Центра: научный отдел пчеловодства — пасеки научно-экспериментальных станций по пчеловодству; научный технологический отдел — научно-экспериментальный цех по переработке продуктов пчеловодства; научный отдел апитерапии — Республиканский центр народной медицины и апитерапии (открыт в 2011 году).
В целях сохранения и воспроизводства генофонда уникальной башкирской породы пчел, на которую ГБУ БНИЦ по пчеловодству и апитерапии выданы патент и свидетельство, здесь созданы и успешно функционируют 6 научно-экспериментальных станций по пчеловодству («Нуримановская», «Архангельская», «Гафурийская», «Кугарчинская», «Зианчуринская», «Бурзянская») с общим количеством 4 тыс. пчелиных семей.
История.
Центр был создан на основании распоряжения Правительства Республики Башкортостан от 8 июля 1998 г.. Указом Президента Республики Башкортостан в 2000 году ГБУ БНИЦ по пчеловодству и апитерапии определено ведущим учреждением республики в области пчеловодства и апитерапии, на него также возложены функции инспекторской службы по пчеловодству.
Деятельность.
Башкирский научно-исследовательский центр по пчеловодству и апитерапии является правообладателем свидетельства на право пользования наименованием места происхождения товара «Башкирский мёд» (был единственным с его регистрации в 2005 и до 2017).
Центр организовывает курсы повышения квалификации пчеловодов, занимается издательской деятельностью и благотворительностью.
В 2007 году была запущена линия по производству косметики на основе мёда и других апипродуктов, под торговой маркой «Волшебная пчела» — это шампуни, гели для душа, кремы для лица и тела и пр..
Награды
Выпускаемая Центром продукция отмечена на международных и всероссийских выставках более 1000 медалями.
- 2007 — Международная зелёная неделя в Берлине (Германия). Гран-при, золотая медаль за башкирский мёд и специальная медаль символ «Зеленой недели»[9].
- 2010 — Премия «Золотой Меркурий» (Россия, ТПП). Победитель в номинации «Лучшее предприятие-экспортер в сфере производства потребительской продукции»[10].
- 2016 — V Международный конгресс пчеловодства и соснового мёда (Турция). Гран-при выставки[11].